# Emanuele Notarbartolo
Emanuele Notarbartolo di San Giovanni (Palermo, 23 febbraio 1834 – Termini Imerese, 1º febbraio 1893) è stato un banchiere e politico italiano.
Esponente della destra storica in carica come Sindaco di Palermo dal 1873 al 1876, nonché direttore generale del Banco di Sicilia, è noto per essere stato la prima vittima eccellente di cosa nostra in Italia.
È sepolto nel Cimitero di Santa Maria dei Rotoli a Palermo.

## Biografia

### Le origini
Il marchese di San Giovanni nasce da una famiglia aristocratica palermitana, i Notarbartolo (il nonno Francesco Paolo era principe di Sciara), ma presto rimane orfano di entrambi i genitori (don Leopoldo e donna Teresa Vanni). Cresciuto in Sicilia, nel 1857 si trasferisce prima a Parigi, poi in Inghilterra, dove conosce Michele Amari e Mariano Stabile, due esuli siciliani che lo influenzeranno molto. Avvicinatosi all'economia e alla storia, diventa sostenitore del liberalismo conservatore (quindi vicino alla Destra storica).

### L'impegno militare e politico
Arruolatosi nel 1859 nell'armata sarda, si aggrega nel giugno 1860 alla spedizione dei Mille con Giuseppe Garibaldi dove prese parte alla battaglia di Milazzo e al termine rimase come ufficiale nel regio esercito. Nel 1865 diventa assessore alla polizia urbana a Palermo, con Antonio Starrabba, marchese di Rudinì, come sindaco. L'insurrezione della città nel 1866 travolge l'intera classe dirigente e la conseguente sconfitta elettorale allontana per un periodo Notarbartolo dalla politica. Dal 1870 al 1873 è responsabile dell'ospedale.
Il 26 ottobre 1873 viene eletto sindaco di Palermo. Rimane in carica fino al 30 settembre 1876. Durante il suo governo, attua varie opere urbanistiche ed è tra i promotori della costruzione del Teatro Massimo di Palermo; soprattutto si impegna nel debellare il fenomeno della corruzione alle dogane.

### L'attività al Banco di Sicilia

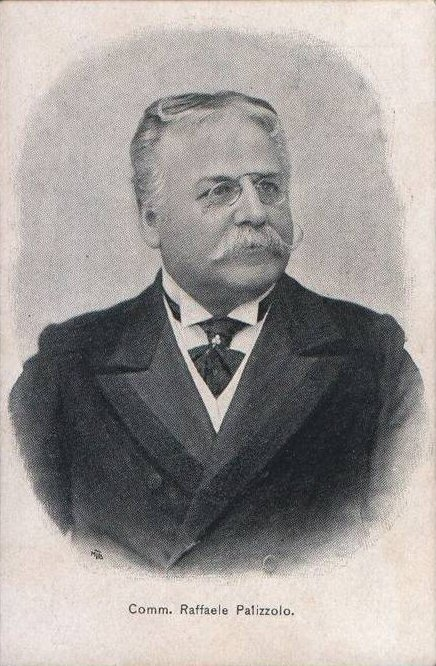
Raffaele Palizzolo, imputato per l'omicidio di Notarbartolo

Nel febbraio 1876 è nominato dal governo Minghetti direttore generale del Banco di Sicilia, cercando con la sua autorità di riorganizzare il sistema bancario siciliano, scosso dopo l'Unità d'Italia. Il Banco di Sicilia è infatti sull'orlo del fallimento, e l'operato di Notarbartolo è orientato a evitare il collasso dell'economia siciliana. Crea una rete capillare di agenzie e opera una stretta sulle erogazioni di credito, da sempre effettuate senza garanzie e sulla base di principi clientelari, inimicandosi pertanto molti speculatori.
Il consiglio d'amministrazione del Banco è composto principalmente da politici, molti dei quali legati alla mafia locale. È affiancato in particolare dal parlamentare Raffaele Palizzolo, con il quale ha già avuto non pochi screzi a causa delle speculazioni avventate da lui messe in atto. C'è addirittura il sospetto che sia il mandante del sequestro messo in atto ai danni del marchese nel 1882 mentre si trova nei suoi possedimenti a Caccamo, per il quale Notarbartolo è costretto a pagare un riscatto di 50 000 lire.
Nel 1889 Notarbartolo provò a denunciare questa situazione in due lettere inviate al ministro dell’Agricoltura e del Commercio Luigi Miceli che però vennero trafugate dal tavolo del ministro e ricomparvero misteriosamente nelle mani di Palizzolo, il quale le mostrò agli altri consiglieri d'amministrazione: Notarbartolo fu sfiduciato e il governo Crispi lo dimissionò dalla direzione del Banco nel febbraio 1890. Al suo posto fu nominato il duca Giulio Benso della Verdura, fervente crispino e azionista della Navigazione Generale Italiana (al pari di Palizzolo), il quale inaugurò una stagione di operazioni finanziarie spericolate, venute alla luce grazie ad un'ispezione del Ministero del Tesoro (secondo alcuni, ispirata dalle denunce di Notarbartolo nello stesso periodo in cui stava emergendo il celebre scandalo della Banca Romana), tanto che, caduto Crispi e con l'alternarsi dei governi Di Rudinì e Giolitti, si parlò di un ritorno di Notarbartolo alla direzione del Banco, cosa che non avvenne mai a causa della sua uccisione.

### L'omicidio
Il 1º febbraio 1893, durante il tragitto in treno tra Termini Imerese e Trabia, fu ucciso con 27 colpi di pugnale da Matteo Filippello e Giuseppe Fontana, entrambi mafiosi di Villabate, e il suo cadavere gettato giù dalla carrozza all'altezza del ponte Curreri, in agro di Trabia.

#### I processi
Le prime indagini portarono a sospettare della complicità di due ferrovieri e del già citato boss di Villabate, Giuseppe Fontana, ma al termine della prima istruttoria furono rinviati a giudizio solo i due ferrovieri presenti sulla carrozza al momento dell’uccisione e quindi ritenuti correi degli assassini.
Nel 1899 si aprì quindi il primo processo che, per legittima suspicione, si celebrò a Milano. Durante lo svolgimento delle prime udienze nella città lombarda, Leopoldo Notarbartolo, il figlio della vittima, accusò pubblicamente in aula l'onorevole Raffaele Palizzolo di aver ordinato l'omicidio del padre. Subito, la Camera dei deputati, su pressione del Presidente del Consiglio Luigi Pelloux, concesse all'unanimità l'autorizzazione a procedere contro Raffaele Palizzolo, che venne dunque arrestato dal questore di Palermo Ermanno Sangiorgi insieme a Giuseppe Fontana, che stava trascorrendo la latitanza presso le tenute agricole del principe Pietro Mirto Seggio, dove svolgeva la mansione di campiere.
Nel 1900 il secondo processo si aprì presso la Corte d'Assise di Bologna e furono chiamati a deporre ben 503 testimoni e tra di essi figuravano ex ministri, deputati, senatori, prefetti, questori e funzionari di Pubblica sicurezza. Le udienze vennero seguite con attenzione dai corrispondenti delle principali testate nazionali e colpirono profondamente l'opinione pubblica: per la prima volta si parlava apertamente di delitto di mafia, delle sue implicazioni politiche e dei tentativi di depistare le indagini, circostanze che furono pubblicamente denunciate dai deputati Napoleone Colajanni e Giuseppe de Felice Giuffrida con interrogazioni parlamentari e pamphlet polemici. Nel luglio 1902 Palizzolo e Fontana vennero giudicati colpevoli e condannati a 30 anni di reclusione, ma la Cassazione annullò la sentenza di Bologna per vizi di forma. Lo scandalo assunse proporzioni tali che si costituì addirittura un "Comitato Pro-Sicilia", cui aderirono intellettuali quali Giuseppe Pitrè e Federico De Roberto, il quale mirava a difendere l’isola offesa dalle accuse lanciate nel processo, negando addirittura l'esistenza della mafia, ritenuta un'invenzione dei settentrionali per diffamare la Sicilia. Nel nuovo processo che si tenne a Firenze venne convocato un solo importante testimone nuovo, Matteo Filippello, un sicario di mafia il quale si era deciso a confessare il delitto e ad accusare l'ex compagno Fontana e il mandante Palizzolo ma venne trovato impiccato prima di testimoniare, ufficialmente suicida. Perciò nel luglio 1904 Palizzolo e Fontana vennero assolti dalla Corte d'assise di Firenze per insufficienza di prove.

## Citazioni e riferimenti

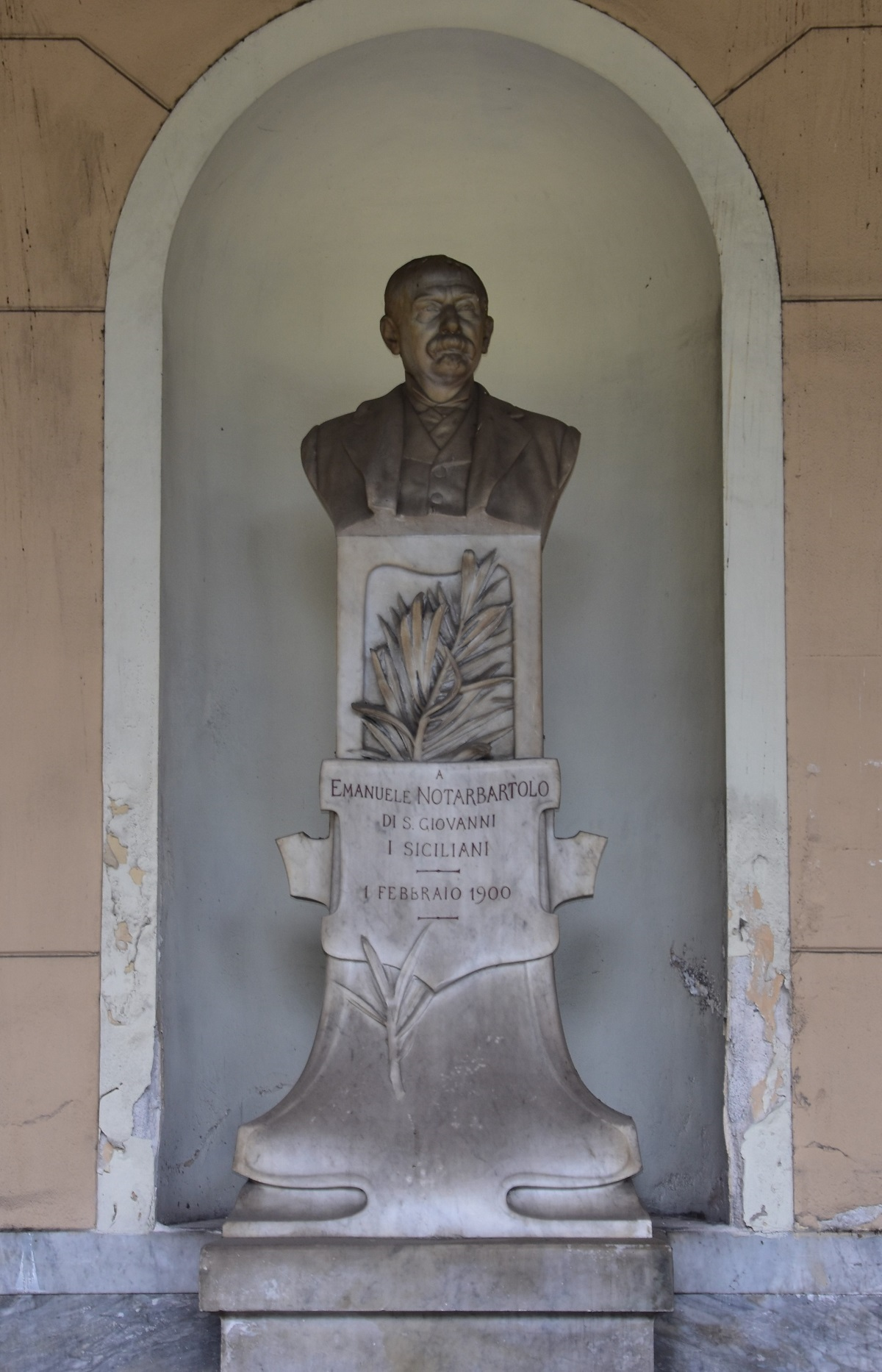
Busto di Emanuele Notarbartolo

È ricordato con una statua realizzata dallo scultore Antonio Ugo, con un piedistallo dell'architetto Ernesto Basile, nell'atrio del Palazzo delle Finanze a Palermo. L'opera fu inaugurata nel 1900.
La vicenda del delitto Notarbartolo è al centro del romanzo Il cigno, dello scrittore Sebastiano Vassalli, Einaudi, Torino, 1993.
L'assassinio di Emanuele Notarbartolo è raccontato nella miniserie televisiva del 1980 Il delitto Notarbartolo, di Alberto Negrin, in cui il politico siciliano venne interpretato da Ivo Garrani.
Nel 1994 il Teatro Stabile di Catania ha messo in scena Il caso Notarbartolo di Filippo Arriva, con protagonista Ilaria Occhini, in scena al Teatro Verga. Lo spettacolo viene presentato lo stesso anno al Teatro Valle di Roma.